# Centre de Flacq
Centre de Flacq é uma localidade da Maurícia localizada no distrito de Flacq. Tem cerca de 16.225 habitantes.